# Turn Japanese
Turn Japanese è il primo EP pubblicato dalla cover band statunitense Me First and the Gimme Gimmes e fu pubblicato per la Pizza of Death Records nel 2001. Questo album contiene i b-sides dei singoli fino ad allora pubblicati; Blowin' in the wind sarà, in seguito, anche inserito nell'album Blow in the Wind.

## Tracce
1. The Times They Are A-Changin' - 2:09 - (Testo originale: Bob Dylan)
2. The Boxer - 2:54 - (Testo originale: Paul Simon)
3. You've Got A friend - 2:38 - (Testo originale: James Taylor) - (Musiche originali: Ramones - Blitzkrieg Bop)
4. Blowin' in the Wind - 1:44 - (Testo originale: Bob Dylan) - (Musiche originali: NOFX - A Perfect Government)
5. Don't Let the Sun Go Down on Me - 3:49 - (Testo originale: Elton John)

## Formazione
- Spike Slawson - voce
- Joey Cape - chitarra
- Chris Shiflett - chitarra
- Fat Mike - basso, voce
- Dave Raun - batteria